# Phacelia rupestris
Phacelia rupestris là loài thực vật có hoa trong họ Mồ hôi. Loài này được Greene miêu tả khoa học đầu tiên năm 1905.